# Aniba hypoglauca
Aniba hypoglauca är en lagerväxtart som beskrevs av Noel Yvri Sandwith. Aniba hypoglauca ingår i släktet Aniba och familjen lagerväxter. Inga underarter finns listade i Catalogue of Life.